# Серна, Ленин
Рейна́льдо Грего́рио Лени́н Се́рна Хуа́рес (исп. Reinaldo Gregorio Lenín Cerna Juárez; 1946, Леон) — никарагуанский политик и военный, руководитель сандинистской спецслужбы DGSE. Представитель коммунистического направления в СФНО. Организатор политических репрессий. После поражения СФНО на выборах 1990 и смены власти в Никарагуа — генеральный инспектор никарагуанской армии. С 1999 — гражданский политик, координатор избирательных кампаний СФНО, руководитель партийной службы безопасности. После возвращения СФНО к власти в 2006 вновь занял позиции в госаппарате: курирование судебной системы, руководство золотодобывающим кластером. Считается одним из самых влиятельных деятелей в окружении президента Ортеги.

## Сандинистский боевик
Родился в семье беженцев из Сальвадора. Его родители участвовали в сальвадорском коммунистическом движении 1932. После подавления эмигрировали в Никарагуа, владели обувным магазином в Леоне. Рене и Хулиана Серна дали сыновьям имена Ленин и Энгельс, а дочери — Крупская. Ленин Серна был воспитан на основе коммунистической идеологии. Семейные воспоминания о поражении 1932 способствовали жёсткости характера и стремлению к мести.
В 16-летнем возрасте Ленин Серна примкнул к СФНО. Участвовал в повстанческих выступлениях против диктаторского режима Анастасио Сомосы, диверсионных актах, ограблениях банков. В 1968 был арестован и заключён в тюрьму. Подвергался жёстким допросам и пыткам. Освобождён после захвата боевиками СФНО заложников в доме аристократа Хосе Марии Кастильо. Сблизился с Даниэлем Ортегой и Томасом Борхе. Проявил склонность к тайным операциям, развивал навыки их проведения. Едва не погиб в перестрелке с национальными гвардейцами в 1977.

## «Человек грязной работы»
После победы Сандинистской революции к власти пришёл СФНО во главе с Ортегой. Ленин Серна определился на службу в аппарат министра внутренних дел Борхе. Первоначально он был атташе никарагуанского посольства в Гондурасе, где, по некоторым сведениям, участвовал в убийствах оппозиционных политэмигрантов. Затем Серна возглавил сандинистскую спецслужбу Генеральный директорат государственной безопасности (Dirección General de Seguridad del Estado, DGSE).
Предполагается, что Ленин Серна имел отношение к ряду политических убийств, в том числе Хорхе Саласара. В 1980 руководил ликвидацией Анастасио Сомосы. В 1984 организовал теракт против лидера Революционно-демократического альянса Эдена Пасторы, в то время противника режима Ортеги — погибли семь человек, но Пастора остался жив. Под руководством Серны были пресечены несколько диверсионных акций антисандинистского подполья, включая подготовку взрыва в Манагуа.
Во главе DGSE Ленин Серна курировал подавление оппозиции, спецоперации против контрас, репрессии против политических противников СФНО и сопротивлявшихся коллективизации крестьян, насильственное переселение индейцев-мискито. Воспринимался в стране как непосредственный руководитель сандинистского карательного аппарата, организатор расправ, ответственный за аресты, пытки и убийства.
Под руководством Серны DGSE превратился в эффективную структуру разведки и политической полиции. По его словам, до 80 % штатного состава прошли обучения в КГБ СССР, ДГИ Кубы, Штази ГДР, StB ЧССР, КДС НРБ. Были сформированы оперативные группы и разветвлённая сеть осведомителей. DGSE играл важную репрессивную роль в период никарагуанской гражданской войны 1980-х годов.

Он стал человеком «грязной работы» в мозговом центре DGSE, разведки сандинистского правительства… Для многих эта фигура воплощает и лучшее, и худшее из того, что принесли сандинисты в новейшую историю Никарагуа: преданность идее, умение добиваться поставленных целей, с другой стороны — моральное разложение, война как жизнь, заговор как метод политики.

## Уход от преследования
Вооружённая борьба контрас и сокращение внешней поддержки в конце 1980-х вынудило правительство Ортеги пойти на мирные переговоры и согласиться на проведение свободных выборов. 25 февраля 1990 года президентом Никарагуа была избрана лидер в целом правоцентристской оппозиции, включавшей также социалистическую и коммунистическую партию, Виолета Барриос де Чаморро. Первое правление СФНО завершилось.
Новое демократическое правительство расформировало DGSE. Была учреждена новая служба безопасности — Direcciyn de Informaciyn para la Defensa — Директорат оборонной информации (DID). Некоторое время Ленин Серна оставался главой DID, но вскоре был отстранён от этой должности.
Оппозиционные активисты требовали предать Ленина Серну суду за репрессии и убийства. Однако условия мирных договорённостей не допускали этого. Серна перешёл на службу в армию в качестве военного инспектора.
В 1999, при президенте Арнольдо Алемане, вновь встал вопрос о привлечении Ленина Серны к уголовной ответственности. В ответ руководство СФНО пригрозило жёсткой реакцией.

Полковник Серна участвовал в сандинистской борьбе, он был важным членом правительства, в котором я председательствовал. Если кто-то имеет претензии к нему, он имеет их ко мне. Я отвечу на всё, предпринятое против него. Кто будет участвовать в этом, помните: вы играете с огнём.

Даниэль Ортега

Судебное преследование Серны не состоялось, но он вынужден был уйти из армии.
С 1999 Ленин Серна возглавил в СФНО организационный отдел и службу избирательных кампаний. Эта партийная структура считается в Никарагуа подобием репрессивной спецслужбы, поскольку широко применяет в предвыборной борьбе угрозы, инсинуации и шантаж. Также Серна считался куратором юридических мероприятий СФНО, «основателем судебной мафии». В ответ на такие обвинения он напоминал, что не имеет соответствующего образования и далёк от юриспруденции.

## Возвращение к власти
На выборах 2006 сандинисты одержали победу. Даниэль Ортега вновь стал президентом и добился переизбрания на выборах 2011, затем 2016, и 2021. Второе правление сандинистов во многом отличается от периода 1980-х, но остаётся авторитарным. В этом усматривается немалое влияние Ленина Серны, хотя нынешняя идеология СФНО не является марксистской и уделяет большое внимание традиционно-патриархальным ценностям.
Ленин Серна, наряду с Росарио Мурильо (жена Ортеги-старшего, идеолог сандинизма, с 2017 вице-президент Никарагуа) Умберто Ортегой (брат Ортеги-старшего), Байардо Арсе (главный экономический советник Ортеги-старшего) считается одной из ключевых фигур партийного руководства и президентского окружения. В то же время, жёсткая внутренняя борьба в сандинистском руководстве временами подрывала его позиции. Главным конкурентом Ленина Серны являлся его бывший подчинённый в DGSE Нестор Монкада Лау. В апреле 2011 была установлена причастность Серны к коррупционным махинациям. Монкада Лау провёл расследование и добился отстранения Серны с партийного поста.
Однако в августе 2013 Ленин Серна, при решающей поддержке Байардо Арсе, был назначен политическим координатором судебной системы Никарагуа. Примерно в то же время наблюдатели отмечали его конфликт с Мурильо — первая леди Никарагуа добивалась увольнения из партийного и государственного аппарата подчинённых Серны. Противостояние приняло резкие формы и едва не привело к задействованию силовых подразделений. Для урегулирования потребовалось посредничество Арсе. Эти события оценивались как признаки раскола в руководстве СФНО: Мурильо выступает за менее жёсткий политический курс, нежели Серна.
В публичной политике Ленин Серна никак не участвует, даже не появляется на сандинистских торжествах. Известно, однако, что президент Ортега назначил Серну в руководству ведомства горнодобывающей промышленности — Генерального директората шахт (DGM). Длительное время Серна имел прямое отношение к золотобыче и «золотому бизнесу» сандинистской верхушки.
В октябре 2022 Ленин Серна был включён в санкционный список министерства финансов США. В заявлении министерского Управления по контролю за иностранными активами говорилось о коррупционных схемах DGM в интересах «Ортеги и его приспешников». Бизнес-операции с DGM подверглись запрету. Серна характеризовался как «доверенное лицо Ортеги и Мурильо с репутацией палача». В комментариях для СМИ говорилось о сандинистских «атаках на демократию, нарушениях прав человека и сотрудничестве с РФ в сфере безопасности».
Ленин Серна, наряду с Ортегой-старшим и Мурильо, принадлежит к фигурам, наиболее ненавистным современной никарагуанской вооружённой оппозиции. Лозунг Muerte a Lenin Cerna — Смерть Ленину Серне — выдвигается в пропагандистских материалах антиправительственного подполья.

## Семья и личность
Ленин Серна женат на Марисоль Кастильо — дочери Хосе Марии Кастильо, сомосовского функционера, в 1974 взятого сандинистскими боевиками в заложники с требованием освобождения Серны. Марисоль Серна была офицером DGSE, служила под началом мужа. Имеет нескольких детей разной семейной принадлежности. Один из сыновей Ленина Серны — Феликс Ленин Серна Бальдовино — в 2008 погиб в автокатастрофе.
Личные качества Ленина Серны — склонного к роскоши и разгулу — далеки от патриархальной морали и подчас вызывают неприятие даже у политических союзников. Склонен к употреблению текилы, виски и русской водки. Любит музыку Эрика Клэптона.